# Julius Stahlknecht
Julius Stahlknecht (Posen, 1817 - Berlín, 1892) fou un violinista i compositor polonès.
Fou deixeble de Drews i Friedrich Wranitzky a Berlín i va pertànyer a l'orquestra del teatre Reial i a la música del rei. Donà multitud de concerts amb el seu germà Adolph, i més tots dos formant un trio amb el pianista Wilhelm Steifensand (endavant amb Albert Loeschhorn) i, a banda de diverses fantasies sobre motius de les òperes més populars en la seva època, va compondre lieder i diverses obres per a violoncel i piano, entre elles una Serenata espanyola.